# Oxalis dolichopoda
Oxalis dolichopoda är en harsyreväxtart som beskrevs av Friedrich Ludwig Diels. Oxalis dolichopoda ingår i släktet oxalisar, och familjen harsyreväxter. Inga underarter finns listade i Catalogue of Life.